# La Villeneuve-en-Chevrie
La Villeneuve-en-Chevrie település Franciaországban, Yvelines megyében. Lakosainak száma 662 fő (2022. január 1.). La Villeneuve-en-Chevrie Blaru, Bonnières-sur-Seine, Chaufour-lès-Bonnières, Lommoye, Rosny-sur-Seine és Notre-Dame-de-la-Mer községekkel határos.

## Népesség
A település népességének változása:
| Lakosok száma | 584  | 618  | 645  | 640  | 649  | 656  | 658  | 660  | 662  |
|               | 2013 | 2015 | 2016 | 2017 | 2018 | 2019 | 2020 | 2021 | 2022 |